# Ruta 401 (Costa Rica)
La Ruta 401, oficialmente Ruta Nacional Terciaria 401, es una ruta nacional de Costa Rica ubicada en la provincia de Cartago.

## Descripción
En la provincia de Cartago, la ruta atraviesa el cantón de Cartago (los distritos de Tierra Blanca, Llano Grande), el cantón de Oreamuno (el distrito de Potrero Cerrado).